# 象山区
象山区是中华人民共和国广西壮族自治区桂林市的一個市辖区，面积88平方公里。区人民政府驻银锭路。

## 行政区划
象山区下辖3个街道办事处、1个乡：
南门街道、象山街道、平山街道和二塘乡。

## 沿革
1996年12月2日，国务院批准：原郊区的二塘乡、拓木镇的同心、平山两个村和穿山乡的安新村划归象山区管辖。

## 交通

### 公路
- 桂林绕城高速、 321国道、 357国道

### 鐵路
- 桂林站：湘桂铁路、衡柳铁路

## 风景名胜
- 象山景區
- 日月双塔
- 南溪山公園
- 甑皮岩遗址
- 李宗仁官邸
- 桂林园林植物园